# Список кантри-альбомов № 1 в США в 2018 году (Billboard)

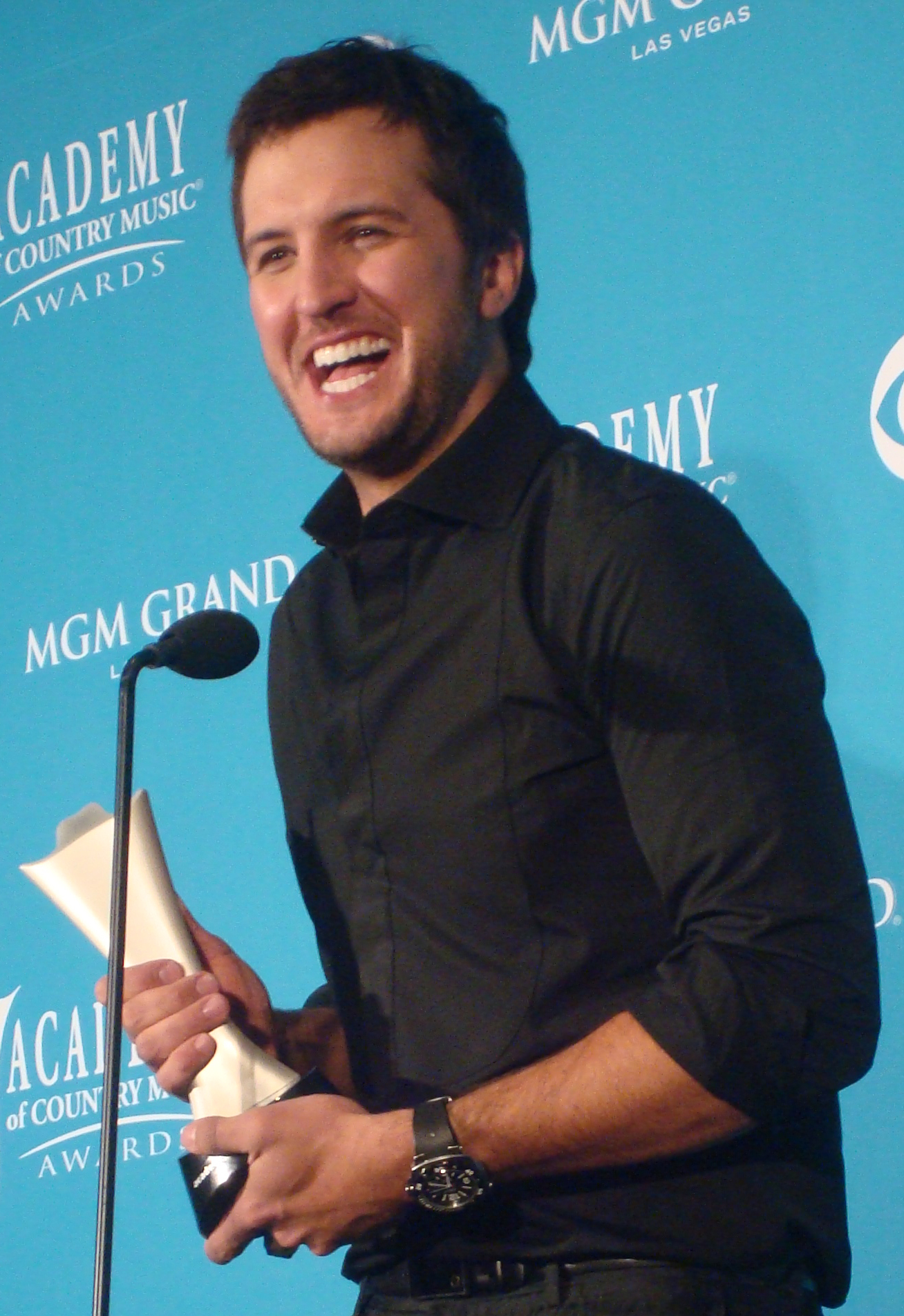
Кантри-певец Люк Брайан со своим альбомом What Makes You Country стал первым лидером года.

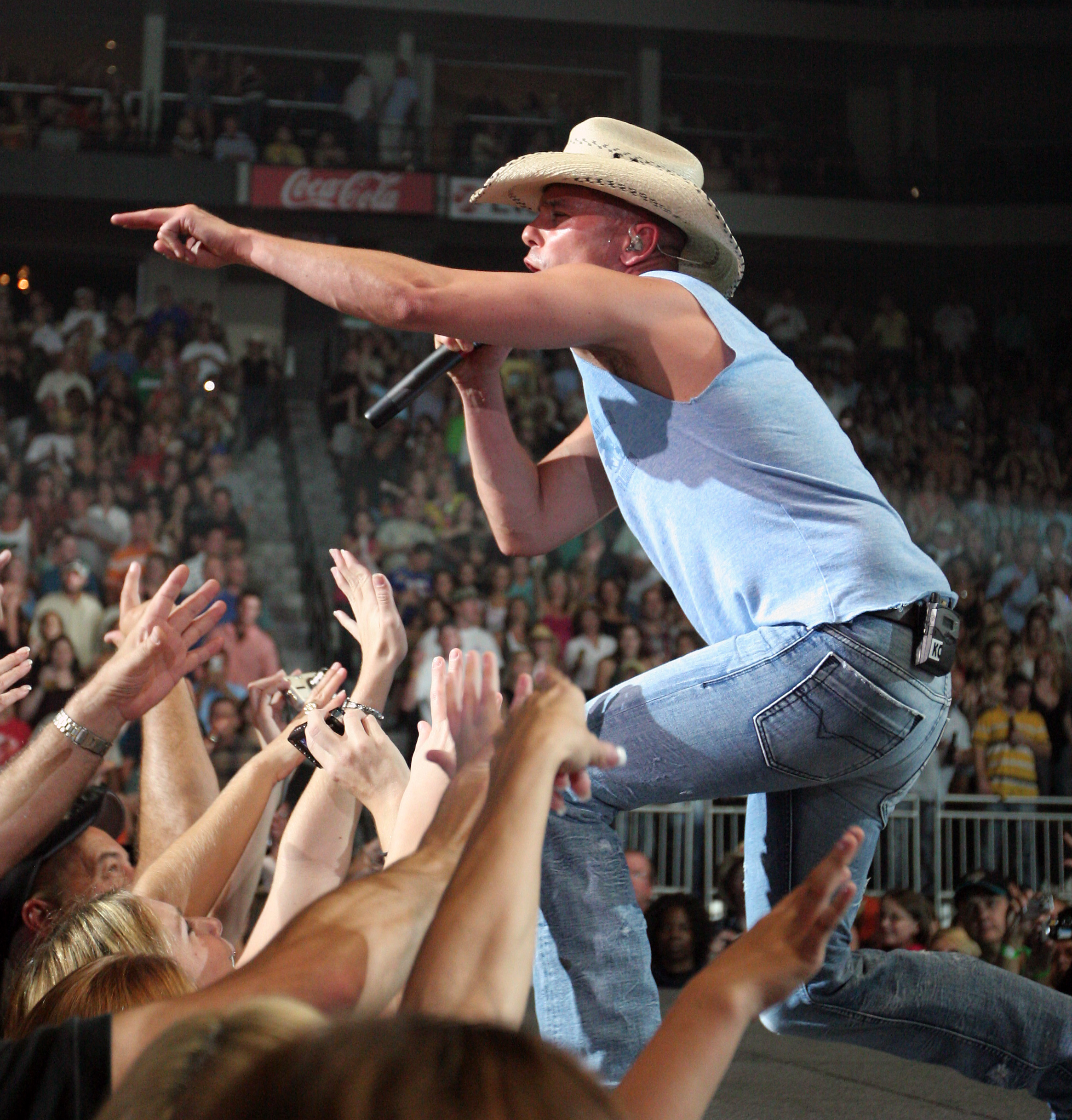
Кантри-певец Кенни Чесни со своим альбомом Songs for the Saints в 16-й раз стал лидером чарта.

Список кантри-альбомов № 1 в США в 2018 году (Top Country Albums 2017) — это список кантри-альбомов, которые занимали первые места в США в 2018 году по итогам еженедельных хит-парадов журнала Billboard.

## История
- 3 января хит-парад снова возглавил альбом What Makes You Country кантри-певца Люка Брайана. Впервые это альбом дебютировал на позиции № 1 ещё в декабре 2017 года. Он стал 8-м диском певца на вершине кантри-чарта Top Country Albums, впервые после альбомов Tailgates & Tanlines (2011), Spring Break… Here to Party (2013); Crash My Party (2013), EP Spring Break 6...Like We Ain’t Ever (2014); EP Spring Break… Checkin’ Out (2015), Kill the Lights (2015), EP Farm Tour... Here's to the Farmer (2016)[2][3].
- 28 апреля  Джейсон Олдин со своим новым восьмым студийным альбомом Rearview Town в 6-й раз возглавил кантри-чарт США Top Country Albums (а также в 4-й раз Billboard 200). Тираж составил 183,000 альбомных эквивалентных единиц, включая 162,000 традиционных альбомных продаж. В пятый раз он сразу дебютировал на вершине хит-парада кантри-музыки, после They Don’t Know (1 октября 2016, 131 000 копий; Old Boots, New Dirt (25 октября 2014, 278 000); Night Train (3 ноября 2012, 409 000); и Relentless (16 июня 2007, 982 000). Ещё один чарттоппер Top Country Albums был альбом My Kinda Party, который 20 ноября 2010 года дебютировал на № 2 (193,000 копий) и достиг № 1 19 февраля 2011[4].
- 12 мая на первом месте Top Country Albums дебютировал альбом Graffiti U певца Кита Урбана (его 6-й там чарттоппер)[5]. Одновременно он дебютировал на № 2 в хит-параде Billboard 200 (7-й его диск в top-10) с тиражом 145,000 альбомных эквивалентных единиц (включая 137,000 истинных продаж). Этому успеху способствовали скидки для посетителей концертного тура, стартующего 15 июня[6].
- 23 июня на первом месте Top Country Albums дебютировал альбом The Mountain кантри-певца Диркс Бентли. Это 7-й его диск на вершине кантри-чарта. В мультижанровом хит-параде Billboard 200 этот альбом занял позицию № 3, став для Бентли его девятым синглом в top 10[7].
- 11 августа хит-парад возглавил альбом Songs for the Saints певца Кенни Чесни возглавил Top Country Albums в 16-й раз в карьере (также он в 10-й раз стал № 1 в Top Album Sales и дебютировал на позиции № 2 в объединённом Billboard 200 с тиражом 77,000 единиц, включая 65,000 истинных продаж)[8]. Прошлый раз на вершине был альбом Cosmic Hallelujah (2016)[9]. С 16 альбомами-чарттопперами в Top Country Albums Чесни делит четвёртое  место с Merle Haggard (16) и Tim McGraw (16) за всю 55-летнюю историю этого чарта. Лидируют по этому показателю George Strait (26), Garth Brooks (17) и Willie Nelson (17). Пятым идёт Alan Jackson (15)[8][10][11].

## Список
| Дата        | Альбом                                      | Исполнитель     | Примечание |
| ----------- | ------------------------------------------- | --------------- | ---------- |
| 3 января    | What Makes You Country                      | Люк Брайан      | [ 2 ]      |
| 6 января    | The Anthology: Part I, The First Five Years | Гарт Брукс      | [ 12 ]     |
| 13 января   | Kane Brown                                  | Кейн Браун      | [ 13 ]     |
| 20 января   | Kane Brown                                  | Кейн Браун      | [ 14 ]     |
| 27 января   | Kane Brown                                  | Кейн Браун      | [ 15 ]     |
| 03 февраля  | Hallelujah Nights                           | LANCO           | [ 16 ]     |
| 10 февраля  | From A Room: Volume 2                       | Chris Stapleton | [ 17 ]     |
| 17 февраля  | From A Room: Volume 2                       | Chris Stapleton | [ 18 ]     |
| 24 февраля  | From A Room: Volume 2                       | Chris Stapleton | [ 19 ]     |
| 3 марта     | Kane Brown                                  | Кейн Браун      | [ 20 ]     |
| 10 марта    | Kane Brown                                  | Кейн Браун      | [ 21 ]     |
| 17 марта    | Kane Brown                                  | Кейн Браун      | [ 22 ]     |
| 24 марта    | Kane Brown                                  | Кейн Браун      | [ 23 ]     |
| 31 марта    | Seasons Change                              | Scotty McCreery | [ 24 ]     |
| 7 апреля    | Kane Brown                                  | Кейн Браун      | [ 25 ]     |
| 14 апреля   | Golden Hour                                 | Kacey Musgraves | [ 26 ]     |
| 21 апреля   | Kane Brown                                  | Кейн Браун      | [ 27 ]     |
| 28 апреля   | Rearview Town                               | Джейсон Олдин   | [ 28 ]     |
| 5 мая       | Rearview Town                               | Джейсон Олдин   | [ 29 ]     |
| 12 мая      | Graffiti U                                  | Кит Урбан       | [ 30 ]     |
| 19 мая      | Rearview Town                               | Джейсон Олдин   | [ 31 ]     |
| 26 мая      | Rearview Town                               | Джейсон Олдин   | [ 32 ]     |
| 2 июня      | Rearview Town                               | Джейсон Олдин   | [ 33 ]     |
| 9 июня      | Kane Brown                                  | Кейн Браун      | [ 34 ]     |
| 16 июня     | This One’s For You                          | Люк Комбс       | [ 35 ]     |
| 23 июня     | The Mountain                                | Диркс Бентли    | [ 7 ]      |
| 30 июня     | Rearview Town                               | Джейсон Олдин   | [ 36 ]     |
| 7 июля      | Dan + Shay                                  | Dan + Shay      | [ 37 ]     |
| 14 июля     | This One’s For You                          | Люк Комбс       | [ 38 ]     |
| 21 июля     | This One’s For You                          | Люк Комбс       | [ 39 ]     |
| 28 июля     | This One’s For You                          | Люк Комбс       | [ 40 ]     |
| 4 августа   | This One’s For You                          | Люк Комбс       | [ 41 ]     |
| 11 августа  | Songs for the Saints                        | Kenny Chesney   | [ 8 ]      |
| 18 августа  | This One’s For You                          | Люк Комбс       | [ 42 ]     |
| 25 августа  | This One’s For You                          | Люк Комбс       | [ 43 ]     |
| 1 сентября  | All Of It                                   | Cole Swindell   | [ 44 ]     |
| 8 сентября  | This One’s For You                          | Люк Комбс       | [ 45 ]     |
| 15 сентября | This One’s For You                          | Люк Комбс       | [ 46 ]     |
| 22 сентября | This One’s For You                          | Люк Комбс       | [ 47 ]     |
| 29 сентября | Cry Pretty                                  | Кэрри Андервуд  | [ 48 ]     |
| 6 октября   | Cry Pretty                                  | Кэрри Андервуд  | [ 49 ]     |
| 13 октября  | This One’s For You                          | Люк Комбс       | [ 50 ]     |
| 20 октября  | Desperate Man                               | Эрик Чёрч       | [ 51 ]     |
| 27 октября  | Desperate Man                               | Эрик Чёрч       | [ 52 ]     |
| 3 ноября    | This One’s For You                          | Люк Комбс       | [ 53 ]     |
| 10 ноября   | This One’s For You                          | Люк Комбс       | [ 54 ]     |
| 17 ноября   | Interstate Gospel                           | Pistol Annies   | [ 55 ]     |
| 24 ноября   | Experiment                                  | Kane Brown      | [ 56 ]     |
| 2 декабря   | This One’s For You                          | Люк Комбс       | [ 57 ]     |
| 8 декабря   | This One’s For You                          | Люк Комбс       | [ 58 ]     |
| 15 декабря  | This One’s For You                          | Люк Комбс       | [ 59 ]     |
| 22 декабря  | Ticket To L.A.                              | Бретт Янг       | [ 60 ]     |
| 29 декабря  | This One’s For You                          | Люк Комбс       | [ 61 ]     |